# Hetepheres I
La Reina Hetepheres I (ḥtp-ḥr.s, "El seu rostre és amable") va ser una reina consort d'Egipte durant la Dinastia IV d'Egipte.

## Biografia
Hetepheres I potser va ser l'esposa del faraó Sneferu. Els seus títols incloïen els de: Mare del Rei (mwt-niswt), Mare del Rei Dual (mwt-niswt-biti), Serventa d'Horus (kht-hrw), Filla de Déu (s3t-ntr-nt-kht.f). El matrimoni d'Hetepheres I amb Snefru va fer sòlid el seu accés al tron. Hetepheres era mare del rei Khufu i era l'àvia dels reis Djedefre i Khafra i de la reina Hetepheres II.

## Descobriment de la seva tomba
El sarcòfag funerari d'Hetepheres va ser descobert l'any 1925 prop d'una piràmide satèl·lit de la Gran Piràmide de Giza en el forat G7000X d'una tomba pou. El seu vas canopi és un dels més antics conservats. El contingut de la tomba proporciona detalls del luxe dels reis en la IV Dinastia.
| Htp · t · p | Hr · r | s |

| Htp · t · p | Hr · r | s |

La Universitat Harvard va iniciar una expedició l'any 1902 conjuntament amb el Boston Museum of Fine Arts. El 2 de febrer de 1925, quan liderava l'expedició George Reisner, el fotògraf de l'expedició va comunicar que havien trobat guix on esperaven pedra calcària, el que indicava la intervenció de la mà humana. Sota la direcció d'Ahmed Said, tragueren el guix i descobriren un gran forat amb una escala que donava a un estret túnel que donava a un pou, també tapat per pedres. Al retirar les pedres del pou van arribar a un nínxol on hi havia gerres i el crani i les potes d'un toro embolicades. Finalment, el 8 de març de 1925 van arribar a la cambra funerària on semblava que no havia entrat cap lladre i en el que es va trobar un sarcòfag d'alabastre i peces d'or. Battiscombe Gunn identificà una inscripció que identificava Sneferu.
El 3 de març de 1927 es va obrir el sarcòfag funerari d'Hetepheres però estava completament buit excepte per un vas canopi d'alabastre, de qualsevol manera, la tomba estava plena d'objectes extraordinaris de gran valor històric i artístic, que formaven part del seu equipament pel viatge al més enllà com vaixelles, un dosser de fusta, butaques xapades en or, un llit amb el seu capçalgots de pedre i de coure, joies, etc. Reisner va declarar que Hetepheres havia estat enterrada prop del seu marit a la piràmide de Dahshur, però possiblement els lladres van saquejar la tomba i s'emportaren la mòmia.

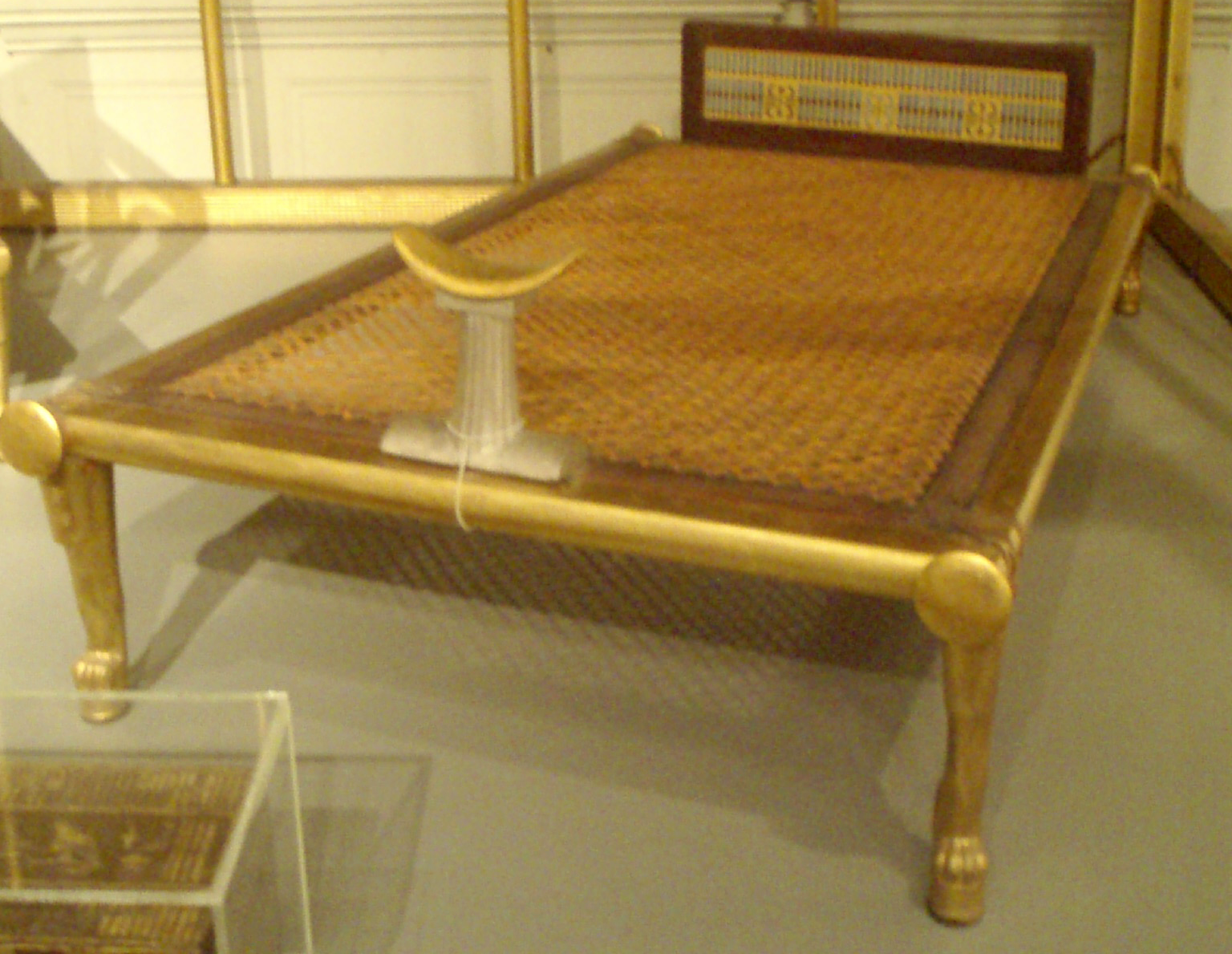
Llit del mobiliari d'Hetepheres. És una còpia del Museum of Fine Arts, Boston.